# 1972年ミュンヘンオリンピックのオランダ選手団
1972年ミュンヘンオリンピックのオランダ選手団（1972ねんミュンヘンオリンピックのオランダせんしゅだん）は、1972年8月26日から9月11日にかけて西ドイツのミュンヘンで開催された1972年ミュンヘンオリンピックのオランダ選手団、およびその競技結果。

## 概要
今大会は金メダル3個、銀メダル1個、銅メダル1個の合計5個のメダルを獲得した。
柔道では、ウィレム・ルスカが男子93kg超級および男子無差別級で2冠を達成した。

## メダル
| メダル | 選手名           | 競技   | 種目                 |
| ------ | ---------------- | ------ | -------------------- |
| 金     | ハニー・クイパー | 自転車 | 男子個人ロードレース |
| 金     | ウィレム・ルスカ | 柔道   | 男子93kg超級         |
| 金     | ウィレム・ルスカ | 柔道   | 男子無差別級         |